# رودی راکر
رودولف وون بیتر راکر (انگلیسی: Rudolf von Bitter Rucker؛ زادهٔ ۲۲ مارس ۱۹۴۶) ریاضی‌دان، دانشمند کامپیوتر و مؤلف آثار علمی–تخیلی و یکی از بنیان‌گذاران جنبش ادبی سایبرپانک اهل ایالات متحده آمریکا است. نویسنده آثار داستانی و غیرداستانی، وی بیشتر برای رمان‌های چهارگانه وِر شناخته شده است که دو تای اول آن‌ها (سافتوِر و وِتوِر) برنده جایزه فیلیپ کی. دیک شده‌اند. تا زمان بسته شدن آن در سال ۲۰۱۴ او سردبیر مجله آنلاین فلورب بود. 

## اوایل زندگی
راکر در لوییویل، کنتاکی زاده و بزرگ شد. از سمت مادر، وی نواده گئورگ ویلهلم فریدریش هگل است.
راکر به دبیرستان سنت اکسیویر رفت و پس از آن در رشته ریاضیات از کالج سوارثمور مدرک کارشناسی (۱۹۶۷) گرفت و پس از آن از دانشگاه راتگرز در رشته ریاضیات کارشناسی ارشد (۱۹۶۹) و دکتری (۱۹۷۳) گرفت.